# Jackpot - Fate il vostro gioco
Jackpot - Fate il vostro gioco è stato un gioco televisivo a premi trasmesso per un'unica edizione su Canale 5 nella fascia preserale, dal 26 maggio al 5 settembre 2008. A causa dei bassi ascolti ricevuti, il programma si interrompe il 1º agosto; le ultime cinque puntate "inedite" furono trasmesse nella sua ultima settimana di programmazione dal 1º settembre.
Tratto dal format francese Mister Chance, esso era condotto da Enrico Papi con la valletta Karina Michelin.

## Il gioco
In ogni puntata del quiz una coppia (marito-moglie, fidanzati, amici, parenti, colleghi di lavoro) si cimenta intorno a una grande roulette con 25 caselle, e vengono poste loro delle domande, che riguardano argomenti di cultura generale. A ogni giro di roulette corrisponderà un numero che, moltiplicato per 1000, determinerà il denaro che si guadagnerà se si risponde correttamente. La casella verde consente di raddoppiare il montepremi accumulato, solo se si indovina una parola in 1 minuto, mentre quella rossa dimezza il montepremi.

### Prima versione
La prima versione del gioco era molto diversa da quella successiva, infatti i concorrenti, dopo aver tirato la palla, dovevano rispondere a delle domande a risposta chiusa che prevedevano un SI o un NO. Se la risposta data era esatta aggiungevano il valore della casella moltiplicato per 1000 al loro montepremi e la casella diventava "Jackpot", se al lancio successivo la palla andava su una casella "Jackpot" i concorrenti dovevano rispondere esattamente a 5 domande in 30 secondi con risposta sì o no, se indovinavano le 5 domande aggiungevano al loro montepremi 30000 €, il jackpot aumentava di 10000 € ogni volta che la palla finiva nella casella.
Se la risposta alla domanda invece era errata la casella diventava "out", se la palla finiva in una casella "out" i concorrenti dovevano rispondere a una domanda SI/NO, se sbagliavano la risposta entrava una nuova coppia che ereditava il montepremi accumulato fino a quel momento, se invece la risposta era esatta rimanevano in gioco. Nella fase "Jackpot" sia che si indovina o si sbaglia la risposta la casella diventa "out".
Nel gioco finale rispondendo esattamente a sette domande (che per facilitare la vittoria finale vengono aumentate prima a 9 e poi a 10) con la formula Si / No si possono ottenere altrettanti numeri della roulette.
Se la "pallina della fortuna" finale andrà a cadere su uno di quei numeri i due concorrenti vinceranno la cifra fino ad allora conquistata. La formula del gioco però ha fatto sì che nessuno dei concorrenti vincesse mai il montepremi in quanto le caselle accese erano sempre troppo poche e la pallina non è mai andata su una di queste, questo portò gli autori ad un cambio radicale del meccanismo del gioco, diventando di fatto una seconda versione.

### Seconda versione
Da lunedì 9 giugno 2008, cambia tutto il meccanismo del gioco di Jackpot: durante l'anteprima viene posto un elenco di 10 parole, 5 di queste per un'associazione di idee devono corrispondere ad una determinata parola; i concorrenti devono indovinare quali sono queste 5 parole, per ogni risposta esatta si illumina una casella di colore verde e fa guadagnare ai concorrenti 5000 €, per ogni risposta sbagliata le caselle si illuminano di rosso senza nessuna aggiunta al montepremi.
Nel corso del gioco viene tirata la palla che può avere tre possibilità:
- Cadere su una casella con un numero: in questo caso viene posta ai concorrenti una domanda con 3 possibili risposte, in caso di risposta esatta la casella diventa verde e la coppia guadagna una cifra pari al valore della casella moltiplicato per 1000 (ad esempio la casella 25 vale 25000 €), mentre in caso di risposta errata invece la casella diventa rossa e la coppia non guadagna niente.
- Cadere su una casella verde: in questo caso la coppia ha la possibilità di raddoppiare il montepremi fino ad allora accumulato, ma ciò può avvenire solo se i concorrenti riescono ad indovinare una parola misteriosa, di cui hanno l'iniziale, in 60 secondi. I concorrenti devono provare a dire tutte le parole che pensano essere quella giusta e, nel caso in cui la 2^ lettera di una parola detta coincide con quella della parola misteriosa, la lettera viene palesata e si va avanti con lo stesso meccanismo fino ad indovinare la parola esatta; se la parola non viene indovinata in un minuto il montepremi viene dimezzato. Dopodiché la casella cambia comunque colore e diventa rossa.
- Cadere su una casella rossa: in questo caso il montepremi si dimezza e i concorrenti sono costretti a tirare nuovamente la palla; la casella rimane rossa e non cambia colore dopo il dimezzamento del montepremi.

Il meccanismo finale non cambia molto se non per il fatto che dopo la fase a domande tutte le caselle che rimangono di colore verde si tramutano in caselle gialle valide per la conquista del montepremi finale.
Con questa nuova versione si è permesso a più concorrenti di vincere il jackpot ma rispetto alla versione precedente questo è di minor importo.
NOTA: Nell'ultima puntata andata in onda il 5 settembre 2008 (puntata inedita) quando i concorrenti lanciano la prima palla, al posto della palla esce un cocomero che si ferma subito nella casella 23.

#### Le musiche di sottofondo
Le musiche di sottofondo durante la seconda versione furono:
- Celebration della Kool & the Gang; Quando la palla arriva sulla casella verde, o quando i concorrenti superano una maggiore cifra indicata sulla ruota.
- Tragedy dei Bee Gees; Quando la palla arriva sulla casella rossa e di conseguenza si diminuisce il montepremi.
- Profondo rosso dei Goblin, quando si lancia la palla in un momento in cui ci sono molte caselle rosse.
- Il coro di gioia SIIIIIIII; Quando i concorrenti indovinano una definizione o quando indovinano la frase del Raddoppio.

## Riediting
Dal 3 maggio al 9 luglio 2010, su Italia 1 è andato in onda, con dei tagli per adeguare la durata della trasmissione alla fascia dell'access prime time e con l'aggiunta di una voce fuori campo che ogni tanto commenta l'andamento del gioco, un "riediting" di Jackpot con il titolo di Viva Las Vegas - Fate il vostro gioco, e come in tale il conduttore è Enrico Papi, mentre la valletta resta Karina Michelin.
Il vecchio show è diventato un casinò a tutti gli effetti nella nuova versione. Sul vecchio montato si sovrappongono voci fuori campo. A ogni giro di ruota è stato inserito un sottofondo musicale con le parole "Viva Las Vegas" e prelevato dal ritornello dell'omonima canzone di Elvis Presley. Inoltre, rispetto al precedente programma, che durava circa 70 minuti, ci sono stati dei tagli al gioco per adeguare la durata della trasmissione alla fascia della già citata fascia oraria.
Da notare che sui cartellini dei concorrenti, infatti, compare la scritta "Jackpot": per ovviare a questi cartellini con la scritta "Jackpot" la voce fuori campo all'inizio quando arrivano i concorrenti dice "E ora conquistate il vostro jackpot" dove il vecchio logo va ad "impattare" sui cartellini dei concorrenti.